# Acholoinae
Los acoloinos (Acholoinae) son una de las subfamilias de anélidos poliquetos perteneciente a la familia Polynoidae.

## Géneros
- Acholoe Claparède, 1870
- Arctonoella Buzhinskaja, 1967
- Intoshella Darboux, 1899
- Pararctonoella Pettibone, 1996